# Toppila (stacja kolejowa)
Toppila (fiń. Toppilan rautatieasema) – dawna stacja kolejowa w Oulu w Finlandii, w dzielnicy Toppila. Została wybudowana w 1886 (lub 1889) jako końcowa stacja na linii Pohjanmaan rata, łączącej Oulu z Seinäjoki. Pełniła funkcję głównie towarową do przeładowywania ładunków związanych ze znajdującym się w pobliżu portem. Zamknięta w 2005 roku. Tory kolejowe zostały częściowo rozebrane.
Tuż przed stacją Toppila od linii kolejowej odchodzi odgałęzienie na Vihreäsaari (Vihreäsaaren rata).

## Galeria

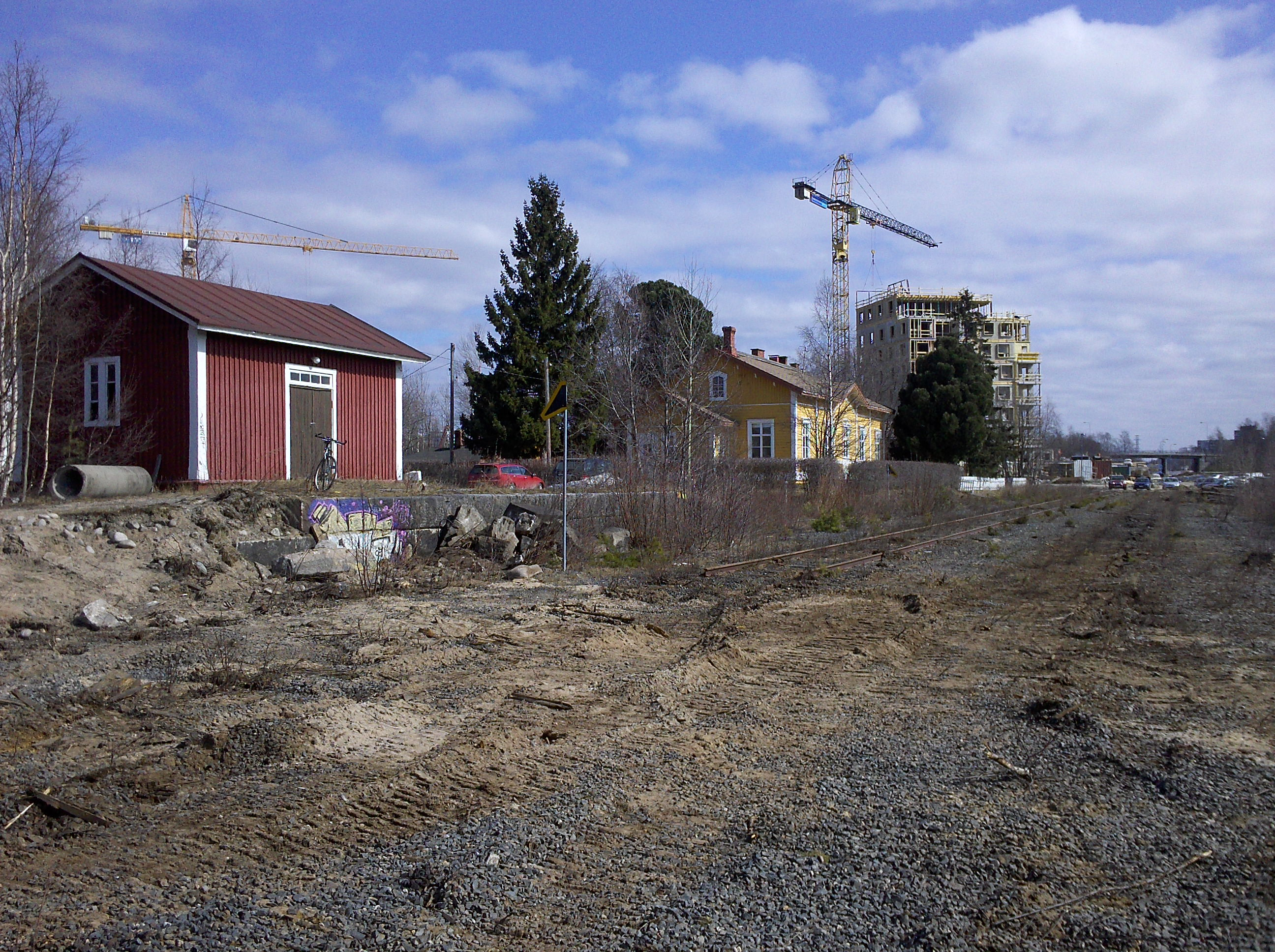
Budynek stacyjny i teren po rozebranych torach kolejowych w 2011 roku
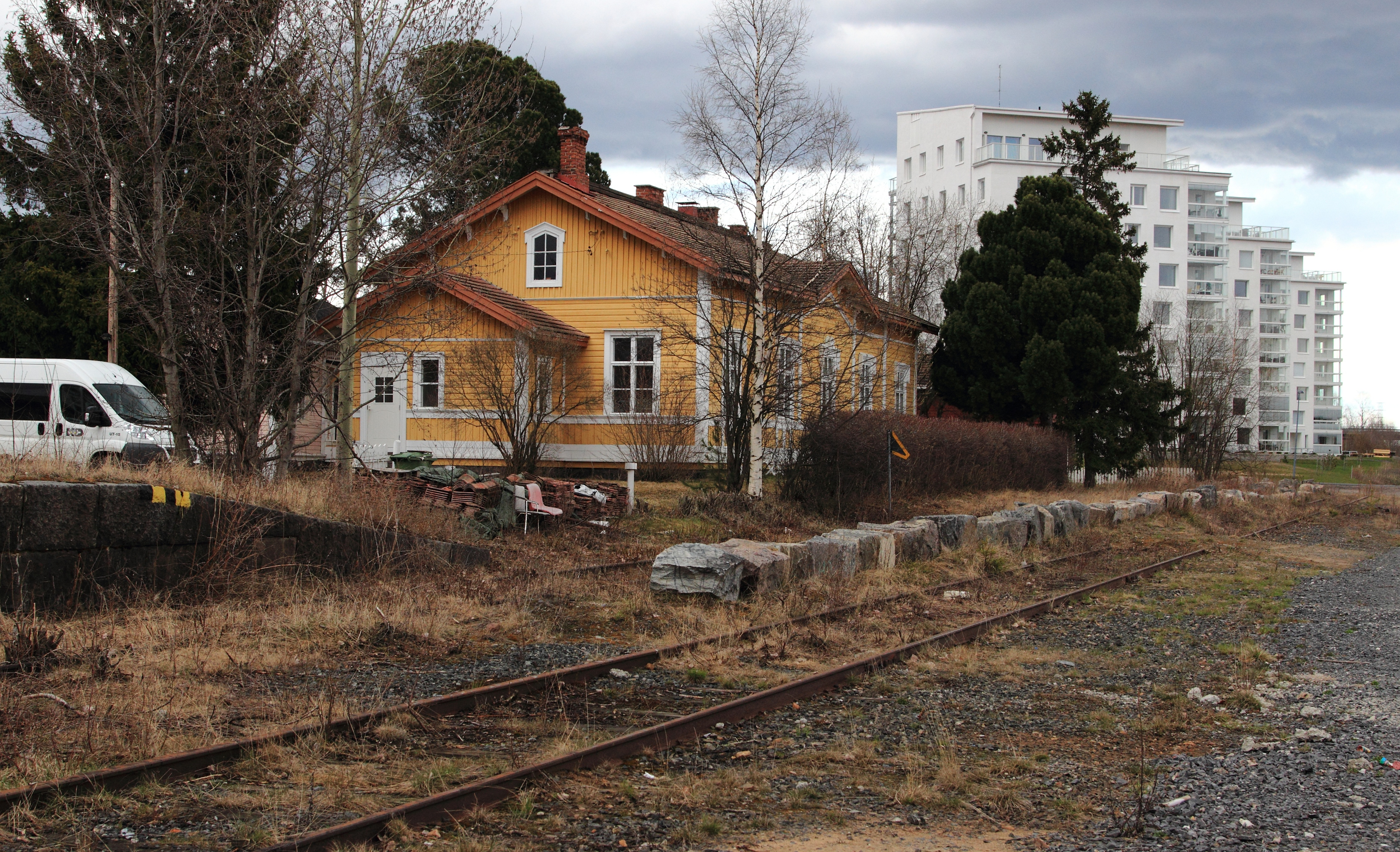
Budynek stacji w 2015
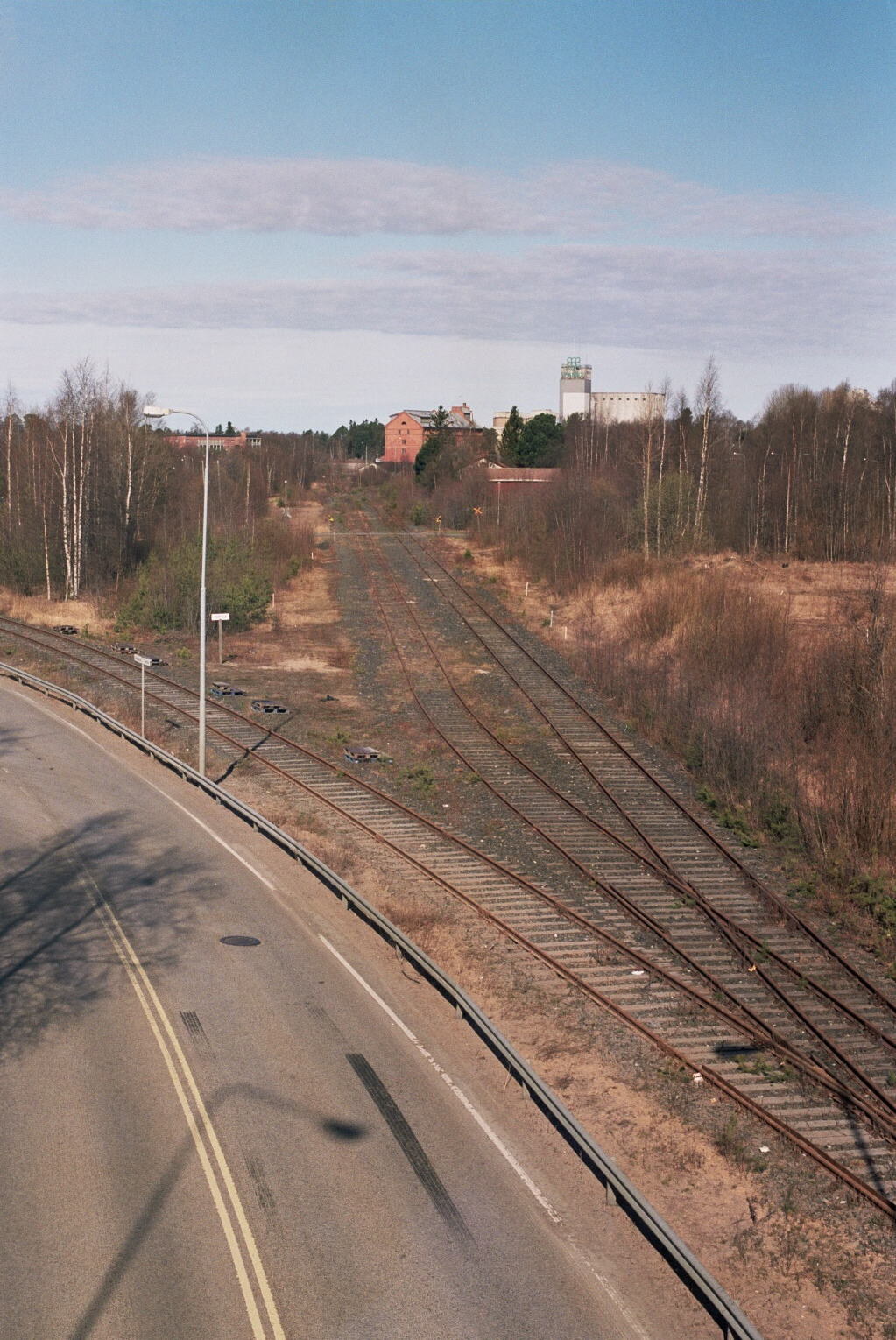
Początek odgałęzienia do Vihreäsaari oraz pozostałości torów kolejowych na stacji Toppila (2009)